# Diocèse de Sisteron
Le diocèse de Sisteron (en latin : Dioecesis Sistaricensis) est un ancien diocèse de l'Église catholique en France. Il était suffragant de l'Archevêché d'Aix-en-Provence,.

## Histoire
Le premier évêque connu est Jean, au début du VIe siècle.
Au début du XIe siècle comme bien d'autres offices ecclésiastiques, l’évêché de Sisteron est dans les mains de laïcs. Odile administre elle-même les biens de l’évêque de Sisteron. Son fils, Rambaud de Nice occupe la citadelle de Sisteron et achète l’épiscopat pour son fils Pierre, alors seulement âgé de 8 ans.
Lors du concile régional tenu à Avignon en 1060 sous l'autorité d'Hugues de Semur, abbé de Cluny, Rambaud de Nice est excommunié, et Géraud Chevrier élu évêque, afin de mettre fin à l'absence d'un évêque sur ce siège, et avec mission de réformer l’évêché. Mais en 1066, les chanoines refusent à celui-ci l’entrée dans la ville ; il installe son évêché à Forcalquier, dont l’église Saint-Mari est élevée au rang de concathédrale (deuxième cathédrale du diocèse). Le chapitre que l'évêque Frodon a créé, voit ses droits s'étendre et devient l'égal de celui de Sisteron.
Selon les règles établies par Géraud Chabrier, confirmées par les papes Adrien IV en 1155 puis Alexandre III dans les mêmes termes en 1179, l'élection de l'évêque de Sisteron requérait la réunion des deux chapitres, avec le prévôt de Forcalquier, l'abbé de Lure, le prévôt de Cruis et le prieur de Ganagobie. Cependant, les chanoines de Sisteron ne purent admettre de se retrouver dépossédés de leurs prérogatives. La crise qui eut lieu lors de la vacance de 1214 dura dix-huit mois, et fut résolue par l'arbitrage de l'archevêque d'Aix, Bermond Le Cornu, qui choisit Rodolphe, abbé du Thoronet.
À sa mort, le 14 avril 1241, les chanoines de Sisteron n'avaient toujours pas admis de partager leurs prérogatives avec le chapitre de Forcalquier, situation d'ailleurs unique dans l'Église catholique romaine, vieille à ce moment-là de près de deux siècles. C'est à nouveau l'archevêque d'Aix, Raimond Audibert, qui arbitre en octobre 1241. Son arbitrage reprend les règles édictées par ses prédécesseurs : les chanoines de Forcalquier doivent participer à l'élection. Mais cet arbitrage est refusé à nouveau : le pape, à qui il est fait appel, nomme l'archevêque de Vienne, Jean de Bernin, qui était en outre légat du pape. Il émet un arbitrage qui va dans le même sens l'année suivante. Les chanoines de Sisteron font alors appel à la Curie, qui laisse l'affaire en suspens. Le 21 septembre 1243, les chanoines de Forcalquier confient temporairement leurs prérogatives électorales à Zoen Tencarari, évêque d'Avignon. Le chapitre de Sisteron fait de même, et Henri de Suse est nommé évêque en avril ou mai 1244, après trois ans de  vacance. Le moment paraît favorable pour mettre fin au conflit, puisque les deux chapitres réussissent à s'entendre pour donner mandat au nouvel évêque pour résoudre la situation (avril 1244). Le pape Innocent IV double ce mandat, en confiant la même mission en février 1245 à l'évêque de Glandèves (mais cet évêque meurt dans l'année). Cependant, le conflit était tel qu'Henri de Suse ne présente son plan qu'au moment où il est nommé archevêque d'Embrun, et il le fait de Lyon, le 2 décembre 1249. Sa décision principale est d'admettre le chapitre de Forcalquier à l'élection de l'évêque, au même titre que celui de Sisteron. Les détails de l'élection sont réglés minutieusement, mais ce nouveau règlement est prévu pour n'être appliqué qu'au départ de son propre successeur. De plus, probablement afin d'éviter un nouveau conflit qui condamnerait sa réforme, il ne fait pas élire son successeur, mais en laisse le choix à un prélat. Le choix du prélat qui nommera le nouvel évêque de Sisteron est laissé entre Bertran de Saint-Martin, évêque de Fréjus, et le cardinal Hugues de Saint-Cher. Ce n'est donc qu'en 1277 que ses règles entrent en vigueur, plus de deux siècles après la première rédaction de Géraud Chevrier. Bien qu'acceptées à la fin du XIIIe siècle, elles furent souvent inappliquées par les deux chapitres. Ce fut le cas tout au long du XIVe siècle, les deux chapitres ne réussissant à s'entendre pour aucune des élections d'évêque jusqu'au début du XVe siècle. S'ils réussissent à s'accorder en 1414, les règles ne sont respectées qu'épisodiquement à l'époque moderne. Le conflit ne fut donc jamais complètement vidé.
Le diocèse est supprimé en 1790, lors de la Révolution française.

## Organisation

### Les cathédrales
Le diocèse de Sisteron possède deux cathédrales, dont chacune a son propre chapitre. La première est Notre-Dame-des-Pommiers à Sisteron qui est à l'origine placée sous le patronage de saint Thyrse (ou Tyrse) que l'on retrouve représenté sur le blason du diocèse de Sisteron. La seconde est l’église Saint-Mari à Forcalquier. Elle est remplacée au XVe siècle par l'église Notre-Dame-du-Bourguet de cette même ville.

### La principauté de Lurs
Les évêques de Sisteron s'intitulent « princes de Lurs », et résident d'ordinaire dans ce bourg où ils prennent l'habitude d'attirer un certain nombre d'institutions ecclésiastiques. La tradition prétend que le château de Lurs aurait été construit par Charlemagne qui l'aurait confié à l'évêque de Sisteron Jean II (812-850). Un diplôme, daté d'Arles, le 7 avril 967, dans lequel le Roi d'Arles Conrad III le Pacifique en concède la possession à l'évêque Ours, est le plus ancien document qui se rapporte à ce droit de propriété, mais il ne mentionne aucun titre particulier. Il s'inscrit dans un mouvement de construction de châteaux, destiné à améliorer la sécurité du territoire qui est général, à cette époque, dans le royaume d'Arles.

### Le chapitre de Sisteron
Lors de la réorganisation de l'évêché par Géraud Chabrier en 1066, le chapitre de Sisteron est composé de 16 chanoines.
Au XVIIIe siècle, le chapitre de Sisteron est composé d'un prévôt et de onze chanoines. Quatre d'entre eux occupent les fonctions d'archidiacre, de théologal, de capiscol et de sacristain. Le chœur de la cathédrale comprend dix bénéficiers dont deux exercent les fonctions de curé. Le chœur emploie un maitre de musique et quatre enfants de chœur.

#### L’archiprêtré du Val Benoit
Il constitue un ensemble à part qui, dans ses grandes lignes, est le vestige de la juridiction de l'abbaye du Val Benoit ou abbaye de Bodon. Une partie des biens de celle-ci passe à l'abbaye de l'Île Barbe, mais certains reviennent au chapitre de Sisteron lors de la sécularisation de celle-ci. Deux paroisses, Montréal-les-Sources appartiennent au Comtat Venaissin, une, Saint-May à la Provence, toutes les autres sont en Dauphiné. Toutes sont incluses en 1790 dans le département de la Drôme. L'archiprêtre réside à Sainte-Jalle et participe seul aux synodes de l'évêché de Sisteron. Ce statut particulier reflète aussi l'appartenance de la plupart des paroisses à la province du Dauphiné,.

### Chapitre de Forcalquier
Tout comme son homologue sisteronais le chapitre de Forcalquier est composé de seize chanoines lors de son organisation par Géraud Chabrier en 1066. Dans les siècles qui suivent, il apparaît que ce nombre est excessif, les chanoines n'étant pas suffisamment dotés pour subvenir correctement à leurs besoins et assumer leurs fonctions
Au XVIIIe siècle, le chapitre de Forcalquier est composé d'un prévôt et de douze chanoines. Trois d'entre eux occupent les fonctions de théologal, de capiscol et de sacristain. Le chœur de la cathédrale comprend neuf bénéficiers et deux curés.

## Territoire
Le diocèse confinait : au nord, avec celui de Gap ; à l'est, avec celui d'Aix ; au sud, avec ceux de Digne et de Riez ; et, à l'ouest, avec ceux de Vaison, de Carpentras et d'Apt.